# Любен Сиврев
Любен Янков Сиврев е български архитект, професор.

## Биография

### Образование
Проф. Любен Сиврев роден през 1936 г. в с. Ломци, община Попово, област Търговище, в семейство на учители. През 1954 г. завършва гимназия в Разград със златен медал и през същата година е приет за студент по архитектура в Инженерно-строителен институт (ИСИ), София. Дипломира се през 1960 г. в катедра „Обществени сгради“. След дипломирането си се завръща в родния край, където започва проектантската си дейност.

### Проектантска дейност
В първите си години като проектант проектира и реализира множество сгради, сред които групи от жилищни блокове със звена за обществено обслужване, Битов комбинат, Профсъюзен дом, ДИП „Лудогорски порцелан“, няколко обществени сгради в окръга.
През 1964 г. започва работа в ИПП „Водоканалпроект“, София. Чрез конкурс спечелва проектирането на новата сграда на „Водоканалпроект“, разположена в квартал Павлово, София, на която изпълнява и авторския надзор. В ателие към СПП – ВИАС, на което арх. Любен Сиврев е ръководител, са проектирани и в голямата си част реализирани много обекти. По важни от тях са:
- Производствено-битови комплекси на Съюза на слепите в градовете Шумен, Сливен и Кюстендил;
- Учебно-научен и проектански комплекс на Висш лесотехнически институт (ВЛТИ), идеен проект и Учебно-информационен център и Аула – максима на ВЛТИ, реализирани;
- Учебно-рекреативен и спортен комплекс на ВЛТИ – Юндола (І етап);
- Промишлени предприятия в Годеч, Драгоман и Павелско;
- Многофункционална спортна зала – Плевен (заедно с арх. Кочков и колектив);
- Олимпийски комплекс в гр. Джос – Нигерия (спечелен международен конкурс – ръководител на колектива);
- поредица обществени обекти в Никозия, Лимасол и Агиа-Напа – Кипър;
- Общ градоустройствен план (ОГП) на Петрич с ръководител арх. Иван Сиврев (национален конкурс – І и ІІ награда), ОГП на гр. Годеч и Промишлена зона на Годеч;
- Система „Труд“ в Общ устройствен план (ОУП) на София, участие в конкурса за ОУП на Сливен.

През последните години е ръководител на проектантски екипи, работили по конкурсни проекти за реконструкция на Централна гара София; ЖП гарата в Пазарджик; Интермодален терминал Варна и др.

### Преподавателска и научна дейност
Преподавателската си и научна дейност започва през 1964 г., когато е приет за аспирант във Висшето училище по архитектура и строителство, Ваймар, Германия. От 1966 г. е назначен за асистент в катедра „Промишлени и аграрни сгради“, през 1976 г. се хабилитира като доцент, а от 1986 г. е професор. През 1971 г. защитава дисертацията си във Ваймар на тема: „Хладилни сгради към търговията на едро“. След 1966 г., повече от 40 години, е част от преподавателския колектив на Архитектурния факултет, УАСГ. Наред с учебната си и проектантска дейност, той е автор на книгите „Комплексно обслужване на промишлените предприятия и територии – базисни, площни и териториални показатели“, „Кухнята в промишлените предприятия“ (заедно с доц. Ц. Симеонов и арх. Б. Манчева), „Флексибилни и енергоикономични санитарно – хигиенни звена в промишлените предприятия“. Последната книга чрез националната библиотека „Кирил и Методий“ е поискана и става притежание на Конгресната библиотека – Вашингтон, Кралската библиотека – Лондон и на държавната библиотека – Москва.
Проф. Любен Сиврев е бил ръководител на катедра „Промишлени и аграрни сгради“ (1988 – 1993), ръководител на Сектора за проучване и проектиране на Висшия институт по архитектура и строителство (ВИАС: 1978 – 1980), заместник-ректор на ВИАС (1980 – 1988) и председател на Разградското землячество „Лудогорие“ (1999 – 2004). Дългогодишен водещ на специализиран курс по промишлени сгради в УАСГ и ръководител на направление „Индустриални и транспортни сгради и комплекси“ във Варненския свободен университет, ВСУ „Любен Каравелов“ – София и Университета по строителен мениджмънт в Белград.
През последните години активно работи по написването на няколко нови книги – „Българската промишлена архитектура, видяна през 1980 – 1981 година“, „Индустриални и транспортни сгради и комплекси“, Модул 1 и Модул 2, „Флексибилни и енергоикономични санитарно – хигиенни звена към промишлените предприятия“, „Кухнята в промишлените предприятия и територии“, които в периода между 2012 – 2014 г. са издадени от Университетско издателство на Варненския свободен университет.
До последно участва активно в университетския живот на УАСГ, Варненски свободен университет „Черноризец Храбър“ и ВСУ „Любен Каравелов“.
Любен Сиврев умира на 29 април 2015 г. в София.